# Rima
In poesia, la rima è l'identità consonantica e vocalica nella terminazione di due o più parole a partire dall'accento tonico. Spesso tali parole si trovano al termine dei versi.

## Schemi rimici

### Baciata
Un verso rima con quello successivo. Schema metrico AABB
La segue il vento e l'incanta

E sulla terra la stende

E il sogno vero la prende»
(G. Ungaretti, Canto beduino, vv. 1-4)

### Alternata
Il primo verso rima con il terzo, e il secondo con il quarto. Schema metrico ABAB, CDCD
la rana. Ma guizza un bagliore

d'acceso smeraldo, di brace

azzurra: il martin pescatore...
E non sono triste. Ma sono

stupito se guardo il giardino...

stupito di che? non mi sono

sentito mai tanto bambino...»
(G. Gozzano, L'assenza, vv. 21-28)

### Incrociata
Il primo verso rima con il quarto, il secondo con il terzo. Schema metrico ABBA, CDDC
a la tua casa. È stanco di mentire.

Vieni; usciamo. Tempo di rifiorire.

Troppo sei bianca: il volto è quasi un giglio.
Vieni; usciamo. Il giardino abbandonato

serba ancora per noi qualche sentiero.

Ti dirò come sia dolce il mistero

che vela certe cose del passato.»
(G. D'Annunzio, Consolazione, vv. 1-8)

### Incatenata
Il primo verso rima con il terzo della prima terzina, il secondo con il primo della seconda terzina, il secondo di questa rima con il primo della terza terzina, e così via. Il più alto esito di tale schema di rime è la Divina Commedia, interamente strutturata in questo modo. Questo è anche detto terza rima. Schema metrico ABA, BCB, CDC.
prese costui de la bella persona

che mi fu tolta; e'l modo ancor m'offende.
Amor, ch'a nullo amato amar perdona,

mi prese del costui piacer sì forte,

che, come vedi, ancor non m'abbandona.
Amor condusse noi ad una morte.

Caina attende chi a vita ci spense.

Queste parole da lor ci fuor porte.»
(Dante, Divina Commedia, Inferno, V, vv. 100-108)

### Ripetuta o replicata
Il primo verso rima con il quarto, il secondo con il quinto e il terzo con il sesto. Schema metrico ABC, ABC
favola fui gran tempo, onde sovente

di me medesmo meco mi vergogno;
et del mio vaneggiar vergogna è 'l frutto,

e 'l pentersi, e 'l conoscer chiaramente

che quanto piace al mondo è breve sogno.»
(Petrarca, Canzoniere, 1, vv. 9-14)

### Invertita, simmetrica o speculare
Il primo verso rima con il sesto, il secondo con il quinto e il terzo con il quarto. Schema metrico ABC, CBA; frequente nelle terzine dei sonetti:
che dà per li occhi una dolcezza al core,

che 'ntender no la può chi no la prova:
e par che de la sua labbia si mova

un spirito soave pien d'amore,

che va dicendo a l'anima: Sospira.»
(Dante, Tanto gentile e tanto onesta pare, vv. 9-14)

## Catalogazione per accento
A seconda della posizione dell'ultima vocale accentata, le rime, così come i versi stessi che le contengono, si possono distinguere in piane, sdrucciole e tronche.
- Piana (o parossitona): l'accento cade sulla penultima sillaba del verso. Es. fatale / mortale

Ma di là non cominci, onde conviène.»
(T. Tasso, Gerusalemme liberata, XI, vv. 7-8)
- Sdrucciola (o proparossitona): l'accento cade sulla terzultima sillaba del verso; si tratta di una rima rara e in genere dà luogo a un verso ipermetro (v. oltre). Es. vivere / scrivere

pensar ti veggio? Oimè, che mal si lassano

le pecorelle andare a lor ben plàcito!»
(J. Sannazaro, Arcadia, egloga I, vv. 1-3)
- Tronca (o ossitona): l'accento cade sull'ultima sillaba del verso; in genere dà luogo a un verso ipometro. Es. pietà / onestà

là mi dirai di sì.

Vedi, non è lontano:

partiam, ben mio, di qui.»
(L. Da Ponte, Don Giovanni, atto I, sc. IX)
Sono tipiche rime tronche quelle terminanti per consonante, a seguito del troncamento delle parole finali:
Quando è termine al martir?

A chi vive in lieta sorte

È sollecito il morir.»
(P. Metastasio, Artaserse, atto III, sc. I)

## Tipi di rima
- Composta (o spezzata o franta): una parola rima con l'insieme di due o più parole. Es. oncia / non ci ha

con tutto ch'ella volge undici miglia,

e men d'un mezzo di traverso non ci ha.»
(Dante, Divina Commedia, Inferno, XXX, vv. 85-87)
- Derivativa: tra due parole che hanno omogeneità etimologica. Es. guardi / sguardi

bollir le notti, e ’n sul giorno esser fredda;

e tanto si raffredda 

quanto ’l Sol monta, e quanto è più da presso.»
(F. Petrarca, Canzoniere, 135, vv. 48 e segg.)
- Rara o cara: usa parole rare, insolite o straniere. Es. (da Blue tangos, Paolo Conte) bovindo / tamarindo

la sua lezione

e cita ad hoc:

Vesalio, Ippocrate,

Harvey, Bacone,

Sprengel e Koch,»
(Arrigo Boito, Lezione d'anatomia, strofa VI, vv. 3 e segg.)
Secondo i trattatisti medievali una rima italiana si potrebbe definire sempre "cara" quando vi siano tre consonanti prima dell'ultima vocale, il gruppo massimo di consonanti ammesso in lingua italiana (rostro : mostro); in effetti questo tipo di rime risulta più raro delle altre. Tuttavia non esiste una maniera scientifica per distinguere le rime rare.
In ogni caso in italiano sono rare tutte quelle rime tra versi sdruccioli o bisdruccioli (vàndalo / scàndalo)
- Equivoca: fra parole omofone. Es. campo (terreno) / campo (verbo campare)

vino e grano, monte e piano,

la capanna, il focolare,

mamma, bimbi... Fate piano!»
(G. Pascoli, L'or di notte, vv. 21-24)
- In tmesi: rima tra una parola e una mezza che finisce nel verso successivo. Es. tranquilla-mente / brilla

Tutti errammo; di tutti quel sacro-

santo Sangue cancelli l'error.»
(Alessandro Manzoni, La Passione, vv. 86 e segg.)
- Grammaticale o desinenziale: ha identità di desinenza. Es. cantando / andando

Donna mi priegha, per ch'io voglio dire.»
(F. Petrarca, Canzoniere, 70, vv. 19-20)
- Identica: parola che rima con sé stessa; esempio tipico è il nome «Cristo» nella Commedia di Dante (per il quale C. non poteva che rimare con Se stesso):

non salì mai chi non credette in Cristo,

né pria né poi ch'el si chiavasse al legno.

Ma vedi: molti gridan "Cristo, Cristo!",

che saranno in giudicio assai men prope

a lui, che tal che non conosce Cristo;»»
(Dante, Divina Commedia, Paradiso, XIX, vv. 103-108)
- Perfetta: l'identità di suono è totale. Es. pane / cane

La rima perfetta è la rima "classica" del verso italiano:
mi ritrovai per una selva oscura

ché la diritta via era smarrita»
(Dante, Divina Commedia, Inferno, I, vv. 1-3)
Si definisce una rima come "perfetta" in genere soltanto quando la si voglia mettere in opposizione alle assonanze, che sono di fatto rime imperfette; es: noto/nodo.
- Imperfetta (o quasi-rima):
  - assonanza: vocali uguali e consonanti diverse. È piena se sono uguali sia le vocali toniche che quelle atone finali. Es. fame / pane;

se tacendo o risonàndo

vien fiducia verso l’àlto

di guarir l’intimo piànto,»
(C. Rebora, Campana di Lombardia, vv. 5-8)
- consonanza: vocali diverse e consonanti uguali. Es. amore / amaro

trapassa da fronde canute

fino al mio petto, lo scuote

un trillo che punge le vene,

e rido con te sulla ruota»
(E. Montale, Nel parco, vv. 9 e segg.)
- Inclusiva: una delle due parole è contenuta nell'altra. Es. erta / deserta

chiami all'armi, alle pugne, all'assalto :

fia domani la nostra bandiera

di quei merli piantata sull'alto.»
(S. Cammarano, Il Trovatore, atto III, sc. I)
- Paronomastica: fra due parole di suono molto simile fra loro. Es. venuto / veduto. Può anche essere definita paragrammatica, quando cioè le due parole in rima differiscono tra loro per un solo e unico grafema, come un questo caso

di quei sospiri ond'io nudriva 'l core

in sul mio primo giovenile errore

quand'era in parte altr'uom da quel ch'i' sono,»
(F. Petrarca, Canzoniere, 1, vv. 1-4)
- Ricca: tra parole che condividono altri fonemi prima della vocale tonica, cioè della rima. Es. cantare / saltare

angel novo, lassù, di me pietate,

come vinse qui 'l mio vostra beltate.»
(F. Petrarca, Canzoniere, 326, vv. 12-14)
- Povera: quando c'è identità di rime esclusivamente composte da vocali. Es. mio / Dio.

che 'n mille dolci nodi gli avolgea,

e 'l vago lume oltra misura ardea

di quei begli occhi, ch'or ne son sì scarsi;»
(F. Petrarca, Canzoniere, 90, vv. 1-4)
- Ipermetra o eccedente: una delle due parole è considerata senza la sillaba finale. Es. scalpito / Alpi

agli altri ed a se stesso amico,

e l'ombra sua non cura che la canicola

stampa sopra uno scalcinato muro!»
(E. Montale, Non chiederci la parola, vv. 5 e segg.)
La rima ipermetra, tipicamente pascoliana, ha avuto una certa fortuna nella poesia del Novecento. Si noti che una rima ipermetra non rende ipermetro anche il verso che la contiene. Tuttavia, per avvicinarla a una rima perfetta (o, nell'effetto che si crea, a una rima in tmesi), Pascoli fa sì che la sillaba "in eccesso" rientri nel computo del verso successivo, o facendole seguire un verso ipometro, o annullandola in sinalefe con la vocale iniziale del verso successivo (episinalefe).
Un esempio della prima strategia:
senza rumore la cuna (Ottonario piano ipòmetro) da leggere: "la senza rumore la cuna"

nel mezzo al silenzio profondo.»
(G. Pascoli, Il sogno della Vergine, vv. 49-51)
- Interna: lega parole che si trovano a metà o all'interno del verso

E mi mette in manette ed in soppressa,

Ch'io scrivo al banco, e vivo con la messa,

Né vesto lana ispana, o felpa bassa.»
(Lodovico Leporeo, Centuria di Leporeambi, 38, vv. 1-4)
Oppure lega una parola interna con la parola di fine verso
(U. Foscolo, Dei sepolcri, v. 212)
- Rimalmezzo: benché vengano spesso confuse, la rimalmezzo è qualcosa di più della semplice rima interna; è una rima di tipo metrico, che divide il verso in due semiversi, in due emistichi[senza fonte]:

Splendido cromo e un lampo è ruga

Cupido riso a dire uomo»
(E. Cacciatore, Le cose, vv. 1-3)
Volendo semplificare il concetto, la rimalmezzo si ha quando i versi potrebbero essere divisi in versi più piccoli rimanti tra loro; in questo caso i versi sono divisibili ognuno in due quinari:

in fretta arraffa

Splendido cromo

e un lampo è ruga

Cupido riso

a dire uomo»
L'endecasillabo che abbia costantemente una rimalmezzo con il verso precedente è detto endecasillabo frottolato. Esempio:
e tengo dui famigli a pane in ventre,

per zò besongnia ch'entre in gran pinsieri:

non sai ca le moglieri a chioppa a chioppa

me coreno per coppa la finestra.»
(Gliommero di P.J. De Jennaro)
Un esempio di rimalmezzo in auge nella letteratura latina medioevale è la rima leonina (e si chiama verso leonino quello che la contiene):
Fons sonat, adclama, murmure dicit: ama.»
(G. D'Annunzio, Le vergini delle rocce)
- Per l'occhio: a uguaglianza di parole scritte non corrisponde uguaglianza delle parole all'orecchio. Es. comando / mandò

a lei, che me 'l comandò.»
(Francesco da Barberino, Documenti d'amore, proemio, vv. 102-103)
- Per l'orecchio: a uguaglianza di suono non corrisponde uguaglianza delle parole scritte. Es. febbraio / Ohio

per tuo padre. Hai fatta la seconda

classe, t'han detto che la Terra è tonda,

ma tu non credi... E non mediti Nietzsche...

Mi piaci. Mi faresti più felice

d'un'intellettuale gemebonda...»
(Guido Gozzano, La signorina Felicita, VI, strofa 4)
- Sottintesa: che nasconde una parola, in alcuni casi oscena. Talvolta si trova in un verso privo dell'ultima parola, la cui chiusa è simile a quella del verso precedente (può costituire anche un'assonanza); questo tipo di rima è spesso usato negli stornelli e nelle canzoni popolari, di solito di argomento licenzioso:

(883 - Te la tiri)

## Rime culturali
Esiste poi un'altra categoria di rime, che fonologicamente parlando non sono vere e proprie rime, bensì il risultato della trasposizione in italiano, a forza di copie successive, di testi in altre lingue o dialetti; questo tipo di rima è detto "rima culturale".
Il caso tipico è costituito dalla rima siciliana.

### Rima siciliana
Si chiama rima siciliana la rima di "i" con "e" chiusa ("morire" e "cadere") e di "u" con "o" chiusa ("distrutto" e "sotto"). Questo fenomeno si deve alla traduzione manoscritta toscana, seppur sbagliata, dei testi della "scuola poetica siciliana". I poeti toscani successivamente, leggendo le poesie siciliane tradotte in toscano, notarono che esistevano rime all'interno di alcune poesie che non rispettavano gli schemi metrici e, poiché questi presero spunto da esse, l'errore di traduzione diede vita alla "moda" letteraria toscana di inserire rime appositamente sbagliate.
Le rime culturali erano molto in voga nella poesia delle origini.
dicesti "elli ebbe"? non viv' elli ancora?
non fiere li occhi suoi lo dolce lume?».»
(Dante, Divina Commedia, Inferno, X, vv. 69-71)
con la test'alta e con rabbiosa fame,
sì che parea che l'aere ne tremesse.»
(Dante, Divina Commedia, Inferno, I, vv. 48-50)
Infatti nel sistema vocalico siciliano "e" lunga, "i" breve e "i" lunga latine danno "i", mentre "o" lunga "u" breve "u" lunga latine danno "u": perciò in siciliano avremo rima "tiniri" e "viniri".
Dal momento che i testi della produzione siciliana si sono diffusi prevalentemente attraverso le copie fatte da amanuensi toscani, i quali durante il processo di copia li hanno alterati secondo le proprie abitudini di pronuncia anche nelle rime, rime originariamente perfette come "luci" e "cruci" sono diventate "luce" e croce".

### Altre rime culturali
- la rima guittoniana o rima aretina (dal poeta Guittone d'Arezzo che ne fa largo uso), che ammette la rima di "i" non solo con "é" (e chiusa) ma anche con "è" (e aperta), e "u" non solo con "ó" (o chiusa) ma anche con "ò" (o aperta)
- la rima umbra, che permette la rima tra "ìe" ed "i" e tra "ùo" e "u"
- la rima bolognese, che rima "u" con "o"
- la rima francese, che fa rimare tra loro "a" ed "e", quando queste sono seguite da n + consonante (es: "ant" / "ent" )

Tutte queste rime sono piuttosto popolari nel '200 e nel '300, successivamente il loro uso va via via scomparendo, anche se in qualche sporadico caso qualche poeta ne ripristina l'uso.